# Vincent Labrune
Pour les articles homonymes, voir Labrune.
Vincent Labrune, né le 27 mars 1971 à Orléans  (Loiret), est un homme d'affaires français. Il a notamment été président de l'Olympique de Marseille de 2011 à 2016. Il est nommé président de la Ligue de football professionnel le 10 septembre 2020.

## Biographie
Fils d'une famille bourgeoise d'Orléans, il est titulaire d'un diplôme d'études approfondies (DEA) en économie internationale et finance du développement à l'université Paris-1 Panthéon-Sorbonne,.

### Carrière professionnelle

#### À la télévision
Vincent Labrune est recruté en novembre 1994 par France Télévisions. Il est chargé de la communication de l'information aux côtés notamment de Daniel Bilalian et Patrick Chêne. Il occupe alors le poste d'attaché de presse du service des sports à France 2. Il se rapproche rapidement de Jean-Luc Delarue, qui le recrute en 2000 en tant que directeur de la communication pour sa société de production Réservoir Prod. Il garde en parallèle ses fonctions de rédacteur en chef des émissions de télévision A vous de juger et Mots croisés.
En 2003, il rencontre Robert Louis-Dreyfus grâce à leur passion commune : la boxe. Jean-Luc Delarue est en fait un ami de Brahim Asloum, coaché par Louis Acariès, ami de RLD. Labrune crée alors, le 1er avril 2003, la société de conseil en communication VLB Communication, et devient le conseiller en communication et le porte-parole de Robert Louis-Dreyfus.
Parallèlement, il se lie d'amitié avec Étienne Mougeotte, à l'époque vice-président de TF1. Il est alors nommé conseiller de ce dernier et de Patrick Le Lay. Selon le journaliste Renaud Revel, "éteignant les incendies et parant au plus pressé quand l’urgence s’impose, ce pompier de service servira ainsi de relais efficace entre TF1 et la presse". Ses fonctions auprès de RLD, alors propriétaire de l'OM, et de TF1, entraînent certains journalistes à se poser des questions quant à un éventuel conflit d'intérêts. Selon Nathalie Paoli, attachée de presse, le 19 mai 2004 à Göteborg, alors que l'OM et Valence se disputent la finale de la Coupe UEFA, Vincent Labrune aurait utilisé ses relations pour tenter de permettre à TF1, qui n'a aucun droit de diffusion pour ce match, de filmer des images des vestiaires pour son émission Téléfoot.

#### Dans le football

##### À l'Olympique de Marseille
En 2008, Robert Louis-Dreyfus nomme Vincent Labrune président de sa holding Éric Soccer, société mère de la SASP OM et détenant à 100 % l'Olympique de Marseille. Il est alors nommé également président du conseil de surveillance du club le 11 janvier 2008, en remplacement de Mehdi El Glaoui, démissionnaire.
Proche de Robert Louis-Dreyfus, il assure le relais entre le club et l'actionnaire afin de garantir ses intérêts. Conseiller et porte-parole de l'homme d'affaires suisse, il finit par gérer la totalité des affaires de l'OM. Lorsque RLD meurt le 4 juillet 2009, la veuve de RLD reprend les fonctions de son défunt mari et accroît d'autant plus sa confiance en Vincent Labrune.

###### Saison 2011-2012
Le 9 juin 2011, il est nommé président de l'OM par le conseil de surveillance du club, à la suite de l'éviction de Jean-Claude Dassier, qui avait encore un an de contrat au sein du club et remporté 4 trophées lors de son mandat. Un remplacement qui ne surprend toutefois pas les journalistes, alors même que la prolongation du contrat de Didier Deschamps quelques semaines auparavant s'était négociée à l'insu de Jean-Claude Dassier, entre l'entraîneur et Vincent Labrune. En parallèle, Vincent Labrune et la propriétaire du club, Margarita Louis-Dreyfus, décident de remplacer le directoire et le conseil de surveillance par le conseil d'administration et justifient ces changements de direction dans le club par la volonté de « faire face à de nouveaux défis » tels que la rénovation du Stade Vélodrome, mais aussi de faciliter le contrôle financier du club par l'actionnaire. Pour aider Vincent Labrune dans sa mission, Margarita Louis-Dreyfus annonce également une nouvelle injection financière de 20 millions d'euros. Le 30 septembre 2011, Vincent Labrune est élu au conseil d'administration de la Ligue de football professionnel (LFP).
En 2012, après un an à la tête de l'OM, Vincent Labrune dresse un bilan mitigé de la saison passée : "Entre la non-qualification pour la Ligue des champions, la baisse de nos droits télé et l'impact des travaux du Vélodrome, nous avions d'un coup 40 millions d'euros de recettes en moins". En 2013, il qualifie la saison 2011-2012 "d'accident industriel". L'Olympique de Marseille est en effet pour la première fois depuis 2006 absent du podium de la Ligue 1 et Vincent Labrune doit trouver 35 millions d'euros de ressources supplémentaires pour rééquilibrer le budget du club. C'est finalement Margarita Louis-Dreyfus qui abandonne 30 millions de créances et injectera même 15 millions d'euros de trésorerie dans le club.

###### Saison 2012-2013
Durant l'été 2012, Vincent Labrune perd également son entraîneur, Didier Deschamps, alors favori pour le poste d'entraîneur de l'équipe de France, à l'époque occupé par Laurent Blanc. Celui-ci impute quelques mois plus tard à Vincent Labrune la mauvaise gestion de son conflit avec José Anigo. Le 29 novembre 2012, Vincent Labrune annonce porter plainte contre Stéphane Tapie pour injures publiques et incitation à la haine. Le fils de Bernard Tapie avait qualifié Vincent Labrune de "président en carton" après plusieurs défaites successives du club. Il l'a également vivement critiqué après l'avoir vu sourire durant une défaite du club marseillais face à l'Olympique Lyonnais (1-4), avant de donner son numéro de téléphone à la télévision. Vincent Labrune décide en parallèle de sanctionner les médias ayant relayé les critiques de Stéphane Tapie, Le Phocéen et Radio France Bleu, en leur interdisant l'accès à la Commanderie.
Critiqué par les supporteurs en 2013 pour sa gestion du club et la qualité de jeu de l'équipe, Vincent Labrune se défend en affirmant que l'Olympique de Marseille « est en train d'écrire l'une des plus belles pages sportives de l'histoire du club depuis sa victoire en Ligue des champions en 1993 ». Étant en contradiction manifeste avec le réel, sa déclaration provoque une polémique, alors que trois ans auparavant le club récoltait le titre de champion sous la présidence de Jean-Claude Dassier.

###### Saison 2013-2014
En mai 2014, alors que l'OM est une nouvelle fois écarté du podium de la Ligue 1, terminant à la 6e place avec 60 points, Vincent Labrune annonce de grands changements. José Anigo quitte ses fonctions et part recruter pour le club sur le continent africain. Labrune engage pour le remplacer Marcelo Bielsa, pour qui il crée une nouvelle fonction au sein du club : directeur technique du secteur professionnel. Le président du club prédit alors pour l'OM "une révolution culturelle mais aussi structurelle" grâce à Marcelo Bielsa.

###### Saison 2014-2015
Durant le mercato estival, Vincent Labrune se retrouve cependant en difficulté pour vendre des joueurs, alors même que le club est une nouvelle fois en déficit. Margarita Louis-Dreyfus se voit encore dans l'obligation d'injecter 20 millions d'euros de sa fortune personnelle dans le club pour aider Labrune à recruter. Celui-ci décide de pousser des joueurs au départ en les envoyant rejoindre le "loft" de l'OM. Une décision dont se dédouane Marcelo Bielsa qui précise, lors d'une conférence de presse en août 2014, ne pas avoir été concerté par Vincent Labrune lors de ce mercato.
Le jeudi 4 septembre, Marcelo Bielsa ajoute : « Le bilan de ce marché des transferts est négatif. Je crois que le président (Vincent Labrune) m'a fait des promesses qu'il savait qu'il n'allait pas tenir. (...) Je vais assumer avec joie et optimisme le challenge qui est devant moi mais le mode fonctionnement du club me déçoit ». Plusieurs joueurs transférés durant l'été pointent également du doigt l'attitude de Vincent Labrune envers certains joueurs durant ce mercato,,. D'après une correspondante de L'Équipe, l'erreur de Vincent Labrune est de ne pas avoir remplacé José Anigo au poste de directeur sportif : "Ce faisant, Labrune se voit fragilisé dans sa position. (...) Son image est brouillée, oscillant entre [celle de] "menteur", comme le confirment aussi les joueurs du loft qui sont partis, et d'"incompétent" qui n'a pas pu faire venir tous les noms proposés par Bielsa".
Sur le plan financier, selon la Direction nationale du contrôle de gestion (DNCG), Labrune a dépensé 60 millions d'euros sur le marché des transferts en un an et le déficit du club pourrait atteindre les 40 millions d'euros en fin de la saison. Le 10 octobre 2014, Vincent Labrune accepte de faire participer le club à un match amical à l'extérieur contre le Nîmes Olympique afin de soutenir les victimes des inondations de la région. Il arrive à négocier 40 % des recettes du match pour son club.

###### Fin de parcours à l'Olympique de Marseille
Le 25 juillet 2016, Vincent Labrune est remplacé par Giovanni Ciccolunghi à la présidence de l'OM. La Provence le qualifie alors de « pire président de l'histoire de l'OM » et parle également « d'homme avec un tel sentiment d'impunité qu'il propose à un fonctionnaire de police qui procède à son audition dans le cadre des transferts présumés douteux à l'OM, un contrat pour devenir "Monsieur sécurité" du club olympien ».
L'entraîneur espagnol Míchel le qualifie « d'incompétent » et d'« homme habitué à se retrouver dans des histoires louches ».

#### 2020 -2025 Présidence de la Ligue
Le 10 septembre 2020, Vincent Labrune est élu président de la Ligue de football professionnel . Sa rémunération à son entrée en fonction est alors de 1,2 million d'euros. En 2024, alors qu'il postule pour un second mandat,  ce niveau de salaire fait polémique. Il annonce après sa réélection en 2024 son intention de la réduire. Deux parlementaires, Michel Savin et Laurent Lafon qui ont intégré la mission d'information sur le football français notent toutefois qu'il a en fait doublé son salaire d’un mandat à l’autre et obtenu une prime de 3 millions d’euros pour avoir contractualisé un soutien financier d'1,5 milliard d'un investisseur tiers pour la ligue.  Un article du journal Le Monde note qu'en outre Labrune s’est attribué une seconde rémunération, via LFP Media, la filiale commerciale de la Ligue. 

#### Moma Group
Depuis mars 2018, il est membre du comité exécutif de Moma Group, une société qui cherche à devenir le leader de l’événementiel en France.

#### Au cinéma
En 2012, il est un des coproducteurs du film Les Infidèles, avec à l'affiche Jean Dujardin et Gilles Lellouche. Il est également coproducteur du film-documentaire de Fabien Constant, Mademoiselle C., consacré à Carine Roitfeld.
En 2015, il est l'un des producteurs d’Enragés, d'Éric Hannezo.

## Affaires judiciaires
En novembre 2024, le parquet national financier (PNF) lance une perquisition au siège de la LFP et au domicile de Vincent Labrune, pour des soupçons de détournement de fonds publics,.

## Décorations
- Chevalier de l'ordre national du Mérite (décret du 29 novembre 2023)[44]